# Mathurin de Pincé
Pour les articles homonymes, voir Pincé.
Mathurin de Pincé né vers 1461 est un bailli et maire d'Angers.

## Biographie
Mathurin de Pincé, Seigneur des Essarts et de Pincé, fut élu maire d’Angers le 1er mai 1494 pour un mandat municipal d'une année jusqu'au 1er mai 1495.
Il était également bailli de Château-Gontier, chef-lieu de la sénéchaussée secondaire de Château-Gontier en Anjou, dépendante de la sénéchaussée d'Angers.
Il fut anobli le 13 novembre 1506 par le roi Louis XII de France.
Il eut un fils, Pierre de Pincé, qui fut également maire d'Angers et Maître d'hôtel du roi.